# Campo de Ciudad Lineal
Campo de Ciudad Lineal je bivši stadion madridskog Reala. Bio je višenamjenski stadion, ali ga je uglavnom koristio Real za nogometne utakmice. Stadion je imao kapacitet od 8000 gledatelja. Stadion je sagrađen kao zamjena za Campo de O'Donnell koji je imao kapacitet od 5000 gledatelja. Campo de Ciudad Lineal je bio premal, pa je sagrađen novi i veći stadion, Chamartín.

## Vanjske poveznice
- Stadium history